# Висоцька (Ішимський район)
Висо́цька (рос. Высоцкая) — присілок у складі Ішимського району Тюменської області, Росія.
Населення — 5 осіб (2010, 1 у 2002).
Національний склад станом на 2002 рік:
- росіяни — 100 %